# 三尾良次郎
三尾 良次郎（みお りょうじろう、1894年（明治27年）5月28日 - 1978年（昭和53年））は、日本の歴史学者、政治家。
宮崎県日向市生まれ。広島高等師範学校を卒業。京都大学経済学部卒業。中国や台湾に渡り教鞭をとる。終戦後宮崎へ引き揚げる。町長・市長を歴任。日向市名誉市民に選ばれる。
著書に『黒田の家臣物語』『日知屋物語 三尾良次郎作品集』がある。

## 栄典
- 1945年（昭和20年）10月29日 - 従四位[2]